# Pontedeume
Pontedeume település Spanyolországban, A Coruña tartományban. Pontedeume Miño, A Coruña, Vilarmaior, Monfero és Cabanas községekkel határos. Lakosainak száma 7456 fő (2024).

## Népesség
A település népessége az utóbbi években az alábbiak szerint változott:
| Lakosok száma | 8912 | 8694 | 8619 | 8457 | 8342 | 8117 | 8005 | 7777 | 7687 | 7456 |
|               | 2001 | 2004 | 2006 | 2009 | 2011 | 2014 | 2016 | 2019 | 2021 | 2024 |